# VfL Alfter
Der VfL Alfter ist ein Fußballverein aus der Gemeinde Alfter  in Nordrhein-Westfalen.

## Geschichte
Der Verein wurde 1925 gegründet. Erfolgreich ist die Abteilung Fußball. 2007 stieg sie erstmals in die Verbandsliga Mittelrhein auf, aber nach nur einem Jahr Zugehörigkeit folgte der Abstieg. Nach dem zweiten Aufstieg 2010 platzierte sich der Verein auf Rang drei. In der Spielzeit 2015/16 spielte der Verein seine bis dahin beste Saison und wurde Vizemeister der Fußball-Mittelrheinliga. Drei Jahre später stieg der VfL wieder in die Landesliga ab. Zwar schaffte die Mannschaft den direkten Wiederaufstieg, jedoch ging es bereits 2022 wieder runter in die Landesliga. Im Sommer 2023 zog Alfter seine erste Herrenmannschaft vom Spielbetrieb zurück. Zur Saison 2024/25 stieg Alfter in der Kreisliga C mit einer Mannschaft wieder in den aktiven Spielbetrieb ein und schaffte auf Anhieb den Aufstieg in die Kreisliga B.

## Stadion

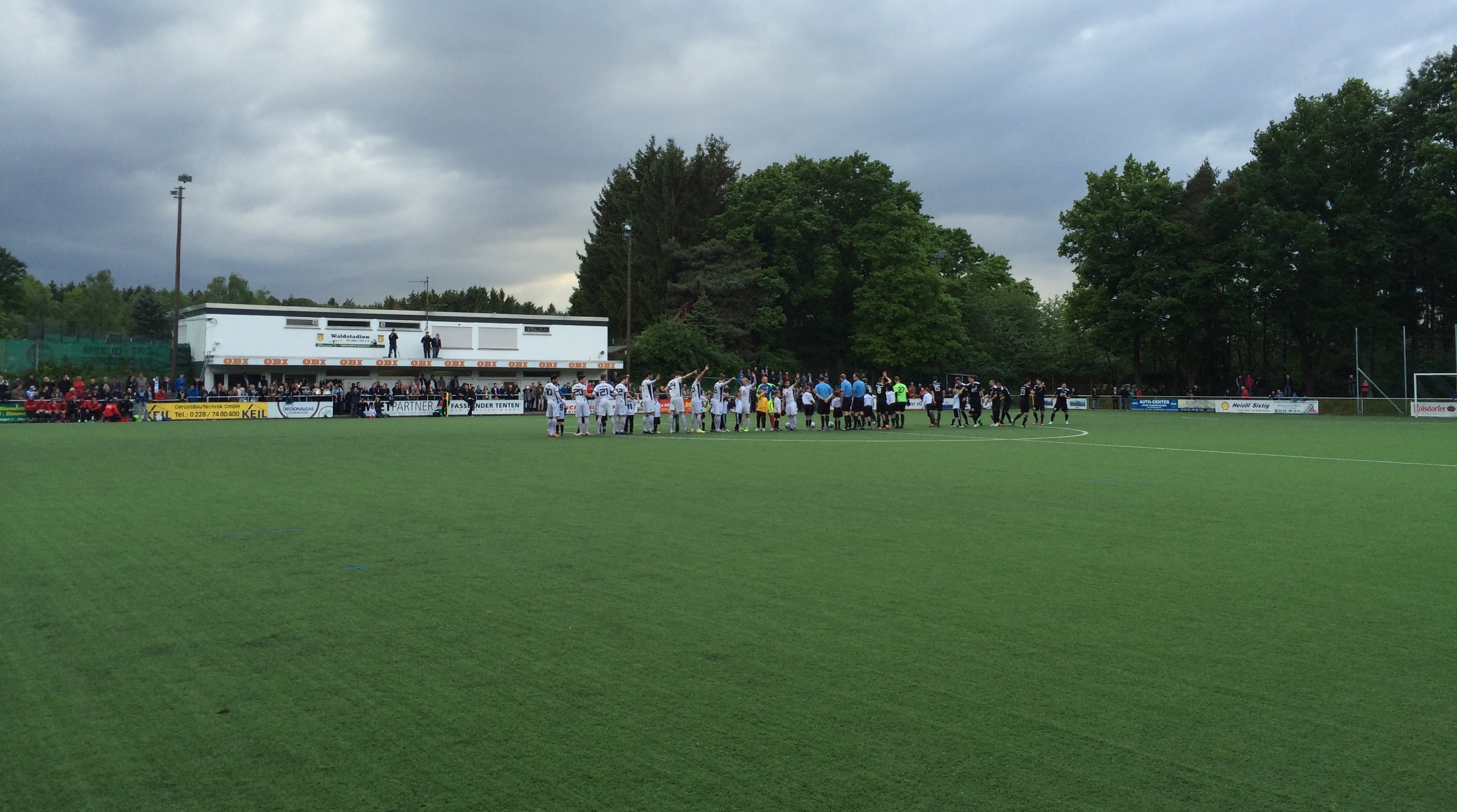
Waldstadion am Strangheidgesweg

Seine Heimspiele trägt der VfL Alfter im heimischen Waldstadion am Strangheidgesweg in Alfter aus. Im Sommer 2007 wurde der alte Aschenplatz abgetragen und durch einen modernen Kunstrasenbelag ersetzt. 2013 wurden die Spieler- und Schiedsrichterkabinen komplett erneuert und die sanitären Einrichtungen modernisiert.